# Prvenstvo Hrvatske u vaterpolu 2004./05.
Hrvatsko vaterpolsko prvenstvo za sezonu 2004./05. je osvojio Jug Croatia Osiguranje iz Dubrovnika.

## Natjecateljski sustav prvenstva
U prvenstvu je sudjelovalo 8 klubova, a samo prvenstvo se odvijalo kroz više dijelova:
- 1. dio - osam klubova je igralo dvostrukim liga-sustavom
- 2. dio - Superliga (prva 4 iz 1. dijela) i Liga za ostanak - posljednja 4 iz 1. dijela
- 3. dio - doigravanje za prvaka i doigravanje za 5. mjesto

### 1. dio prvenstva
| poz. | klub                             | ut. | pob. | rem. | por. | g+  | g-  | bod | 2. dio          |
| ---- | -------------------------------- | --- | ---- | ---- | ---- | --- | --- | --- | --------------- |
| 1.   | Jug Croatia Osiguranje Dubrovnik | 14  | 13   | 1    | 0    | 173 | 117 | 27  | Superliga       |
| 2.   | Primorje Erste Banka Rijeka      | 14  | 10   | 1    | 3    | 138 | 102 | 21  | Superliga       |
| 3.   | Mladost Zagreb                   | 14  | 8    | 3    | 3    | 151 | 104 | 19  | Superliga       |
| 4.   | Jadran Deltron Split             | 14  | 8    | 1    | 5    | 127 | 100 | 17  | Superliga       |
| 5.   | Medveščak Zagreb                 | 14  | 5    | 1    | 8    | 133 | 148 | 11  | Liga za ostanak |
| 6.   | Mornar Brodospas                 | 14  | 4    | 2    | 8    | 103 | 111 | 10  | Liga za ostanak |
| 7.   | Šibenik                          | 14  | 3    | 1    | 10   | 104 | 115 | 7   | Liga za ostanak |
| 8.   | POŠK Split                       | 14  | 1    | 0    | 13   | 91  | 191 | 0   | Liga za ostanak |

### 2. dio prvenstva

#### Superliga
| poz. | klub                             | ut. | pob. | rem. | por. | g+ | g- | bod |
| ---- | -------------------------------- | --- | ---- | ---- | ---- | -- | -- | --- |
| 1.   | Jug Croatia Osiguranje Dubrovnik | 6   | 4    | 2    | 0    | 66 | 43 | 13  |
| 2.   | Mladost Zagreb                   | 6   | 3    | 1    | 2    | 46 | 51 | 8   |
| 3.   | Primorje Erste Banka Rijeka      | 6   | 2    | 1    | 3    | 48 | 51 | 7   |
| 4.   | Jadran Deltron Split             | 6   | 0    | 2    | 4    | 32 | 47 | 2   |

#### Liga za ostanak
| poz. | klub                   | ut. | pob. | rem. | por. | g+ | g- | bod |
| ---- | ---------------------- | --- | ---- | ---- | ---- | -- | -- | --- |
| 1.   | Mornar Brodospas Split | 6   | 4    | 1    | 1    | 52 | 45 | 12  |
| 2.   | Šibenik                | 6   | 4    | 1    | 1    | 59 | 51 | 10  |
| 3.   | Medveščak Zagreb       | 6   | 3    | 0    | 3    | 60 | 57 | 9   |
| 4.   | POŠK Split             | 6   | 0    | 0    | 6    | 51 | 69 | 0   |

### 3. dio prvenstva

#### Doigravanje za prvaka
| faza                        | 1.klub             | 2.klub               | utakmice                           |
| --------------------------- | ------------------ | -------------------- | ---------------------------------- |
| poluzavršnica               | Jug CO Dubrovnik   | Jadran Deltron Split | 13:10*, 10:6                       |
| poluzavršnica               | Mladost Zagreb     | Primorje EB Rijeka   | 7:3*, 8:5                          |
| za 3. mjesto                | Primorje EB Rijeka | Jadran Deltron Split | 6:11*, 7:12                        |
| za prvaka                   | Jug CO Dubrovnik   | Mladost Zagreb       | 11:13*, 10:8, 8:11*, 11:10, 14:10* |
|                             |                    |                      |                                    |
| * domaća utakmica za 1.klub |                    |                      |                                    |

#### Doigravanje za 5. – 8. mjesta
| faza                        | 1.klub                 | 2.klub           | utakmice          |
| --------------------------- | ---------------------- | ---------------- | ----------------- |
| 1. krug                     | Mornar Brodospas Split | POŠK Split       | 11:7*, 14:6       |
| 1. krug                     | Šibenik                | Medveščak Zagreb | 5:8*, 8:9         |
| za 7. mjesto                | Šibenik                | POŠK Split       | 16:9*, 13:10      |
| za 5. mjesto                | Mornar Brodospas Split | Medveščak Zagreb | 11:10*, 6:7, 6:9* |
|                             |                        |                  |                   |
| * domaća utakmica za 1.klub |                        |                  |                   |

### Konačni plasman
```
1. Jug Croatia Osiguranje
2. Mladost Zagreb
3. Jadran Deltron Split
4. Primorje Erste Banka Rijeka
5. Medveščak Zagreb
6. Mornar Brodospas Split
7. Šibenik
8. POŠK Split
```

## Poveznice
- 2. HVL 2005.
- 3. HVL 2005.